# Globally Integrated Enterprise
Globally Integrated Enterprise(GIE)とは、グローバル化する世界に対応するための、企業の新しいビジネスモデルである。2006年にIBMのCEOであるサミュエル・J・パルミサーノが使用した用語で、従来の多国籍企業モデルを変革するものとされる。日本語には「グローバルに統合された企業」、単に「グローバル企業」などと訳される。

## 概要
パルミサーノは企業による国際化の対応モデルを、以下の3段階で説明した。
1. 国際企業(International Corporation)
2. 多国籍企業(Multinational Corporation、MNC)
3. グローバル企業(Globally Integrated Enterprise、GIE)

国際企業は19世紀のモデルであり、大半の機能は本国の本社に集中しており、海外の子会社は現地での販売や現地特有の製造など一部機能のみ行う。企業のリソースは、ローカル（本社）中心である。多様性は無いが、本社中心の現地化・効率化が行われる。
一方多国籍企業は20世紀のモデルであり、各国の子会社がある程度の自立性と各地域固有の機能を持ち、本国の本社機能は共通機能に絞られる。企業のリソースは、多国籍（マルチナショナル）である。各地域での市場、顧客の要望、文化などへの対応力が向上し、個別最適が可能である反面、世界レベルではサプライチェーン、購買、人事などのバックオフィスで相違や重複が発生したり、世界レベルの対応の遅さなども発生しうる。
グローバル企業(GIE)は21世紀の企業に求められるモデルであり、世界（地球）全体で一つの会社として全体最適化を繰り返す。企業のリソースは、グローバルである。企業の各機能は、コスト、スキル、環境などにより地球上のどこにでも配置でき、また変更できる。この新しい企業組織では、全てのリソースが結合され、仕事は最適な場所に移動できる。このためには知識・情報などの地球規模での標準化および共有が必要だが、ITによって実現できるとする。
例えばコールセンターや購買部門は、地球上のどこにあっても良いし、必要に応じて移動すれば良い。各国に必要とされる販売部門なども、各業種や各製品の専門家を各国に揃えるのではなく、必要な時にテレビ会議やグループウェアで連携できれば、必要最低限の要員で済む。また、世界中のスキルやベストプラクティスを組み合わせて提供することで、顧客へ提供する品質も向上すると考える。

## 批判
GIEの考え方は、グローバリゼーションを企業の利益の観点のみで利用したグローバル資本主義であり、問題があるという批判もある。企業は世界的な利益のみを基準に、国を超えて自由にオフィスや工場を移動できるが、人間や施設は簡単に移動できないため、仮にある国が極端に安い労働力を提供した場合、元の国々では大量の失業、蓄積したスキルの無効化、誘致し構築した設備の荒廃など、雇用・税収の悪化や、更には教育・福祉・財政・社会環境などの悪化が発生すると考える。
これに対する反論としては、世界規模で良いものを安く提供するのは企業の義務であり、各国の顧客の利益にもなる、各国は更に労働者のスキルを高めるなど対応もできる、一部の企業や国が反対しても可能な企業は推進してしまう（グローバリゼーションが進む限り避けることはできない）、などがある。